# Daviess megye (Kentucky)
Daviess megye az Amerikai Egyesült Államokban, azon belül Kentucky államban található. Megyeszékhelye és legnagyobb városa Owensboro. Lakosainak száma 103 312 fő (2020. április 1.). Daviess megye Henderson, McLean, Ohio, Hancock, Spencer és Warrick megyékkel határos.

## Népesség
A megye népességének változása:
| Lakosok száma | 96 721 | 97 215 | 97 737 | 98 218 | 99 259 | 103 312 |
|               | 2010   | 2011   | 2012   | 2013   | 2015   | 2020    |